# Râul Rândibou
Râul Rândibou sau Râul Valea Boului este un curs de apă, afluent al râului Olt. Se formează la confluența brațelor Paltinu și Valea Răchițele